# Dropbear
Dropbear是由Matt Johnston所開發的Secure Shell軟體（包括伺服器端與用戶端）。期望在記憶體與運算能力有限的情況下取代OpenSSH，尤其是嵌入式系统。

## 技術
Dropbear實作了SSH協定第二版（SSH-2）。加密演算法則是採用了其他第三方的實作。

## 功能
Dropbear實作了完整的SSH-2協定（包含了伺服器端與用戶端），但因資源與安全性所以選擇不實作SSH-1協定。從2013.62版後增加了對ECC的支援。
Dropbear支援SCP。SFTP則需要透過其他程式支援。

## 外部連結
- 官方网站 （英文）
- Freecode上的Dropbear
- http://packages.debian.org/dropbear（页面存档备份，存于） (Debian package page)
- https://web.archive.org/web/20120121032339/https://dev.openwrt.org/browser/trunk/package/dropbear%EF%BC%88%5B%5BOpenWrt%5D%5D%E8%BD%AF%E4%BB%B6%E5%8C%85%E9%A1%B5%E9%9D%A2%EF%BC%89
- DropBear SSH for Android on Google Play